# ソン・ロアン

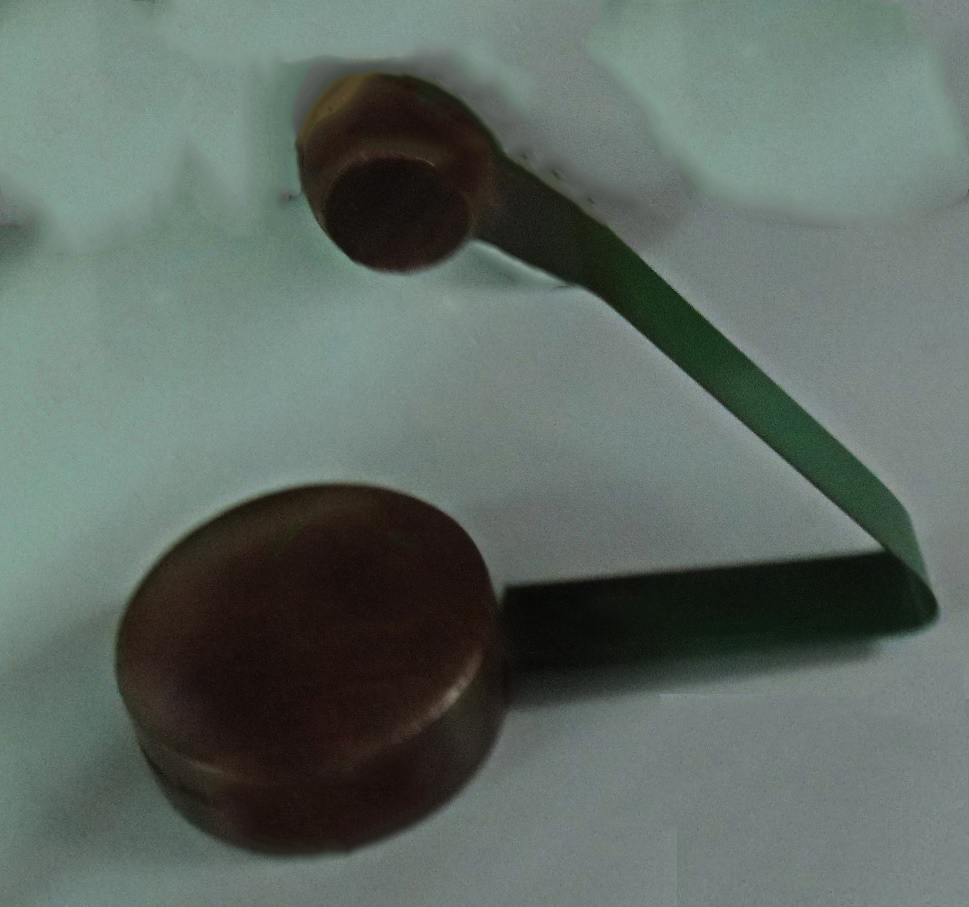
ソン・ロアン

ソン・ロアン(song loan)またはソン・ラン(song lan)は、ベトナムの民族楽器の一つである。

## 構造
ソン・ロアンは、直径約7センチメートルの中空の木の胴と、弾性のある曲がった金属部品、そして、その先に取り付けられた木の玉から成る。

## 演奏法
床に置き、足で踏んで、玉を胴に打ち付けることで演奏する。

## 文化
ソン・ロアンは主に、カ・フエなどのベトナムの伝統的な室内楽の中で、拍を維持するのに用いられる。また、Nhạc tài tửやカイ・ルオンといった演劇音楽の中でも用いられる。 